# Muus Visser
Muus Visser (Marken, 21 september 1916 – Ottoland, 22 april 1978) was een Nederlands politicus van de ARP.
Hij werkte in Hardenberg was later commies eerste klasse bij de gemeentesecretarie van Aalten voor hij in januari 1958 benoemd werd tot burgemeester van de gemeenten Ottoland en Goudriaan. Daarmee kwam een einde aan een zeer lange periode dat de burgemeester daar afkomstig was uit het geslacht Van Slijpe. Visser overleed tijdens zijn burgemeesterschap in 1978 op 61-jarige leeftijd.